# Schneiderberg (Hannover)
Schneiderberg lautet der Name einer Straße in Hannover, die im Stadtteil Nordstadt die Nienburger Straße mit der Haltenhoffstraße verbindet.

## Geschichte und Beschreibung
Die Erhebung Schneiderberg war Teil einer vorzeitlichen langgestreckten Düne, die sich vom Klagesmarkt bis zum Berggarten und darüber hinaus bis zum ehemaligen Kaninchenberg nordwestlich von Herrenhausen erstreckte. Der Sandrücken wurde im Laufe der Zeit weitgehend zu Bauzwecken abgetragen. Vor allem in den ersten Jahren des Kurfürstentums Braunschweig-Lüneburg Ende des 17. Jahrhunderts entsprach der natürlich entstandene Schneiderberg nicht der von der Landesherrschaft gewünschten prunkvollen Einzugszone für das im Bau befindlich barocke Schloss Herrenhausen. So war die von Hannover in Richtung Nienburg zum Großen Garten führende Landstraße, die Nienburger Straße, anfangs noch nur ein unbefestigter, von Pappeln und Weiden gesäumter, „etwas breit geratener Sandweg“. Daher wurde die zum Schloss führende Straße in den Jahren von 1692 bis 1693 bei Gesamtkosten von 1243 Thalern reguliert und der Sandrücken am Schneiderberg weitgehend abgetragen.
Zur Zeit des Königreichs Hannover wurde der Schneiderberg um das Jahr 1830 als erhöhter Geländepunkt genannt, mutmaßlich noch nach dem alten Flurnamen.
Gegen Ende der Weimarer Republik wurden in den Jahren von 1928 bis 1931 an der Ecke zur Nienburger Straße für die damalige Technische Hochschule verschiedene Institutsbauten errichtet, darunter das Franzius-Institut für Wasserbautechnik.
Bis hinein in die Zeit des Nationalsozialismus produzierte das später „arisierte“ Druck- und Verlagshaus A. Molling & Comp. am Schneiderberg.

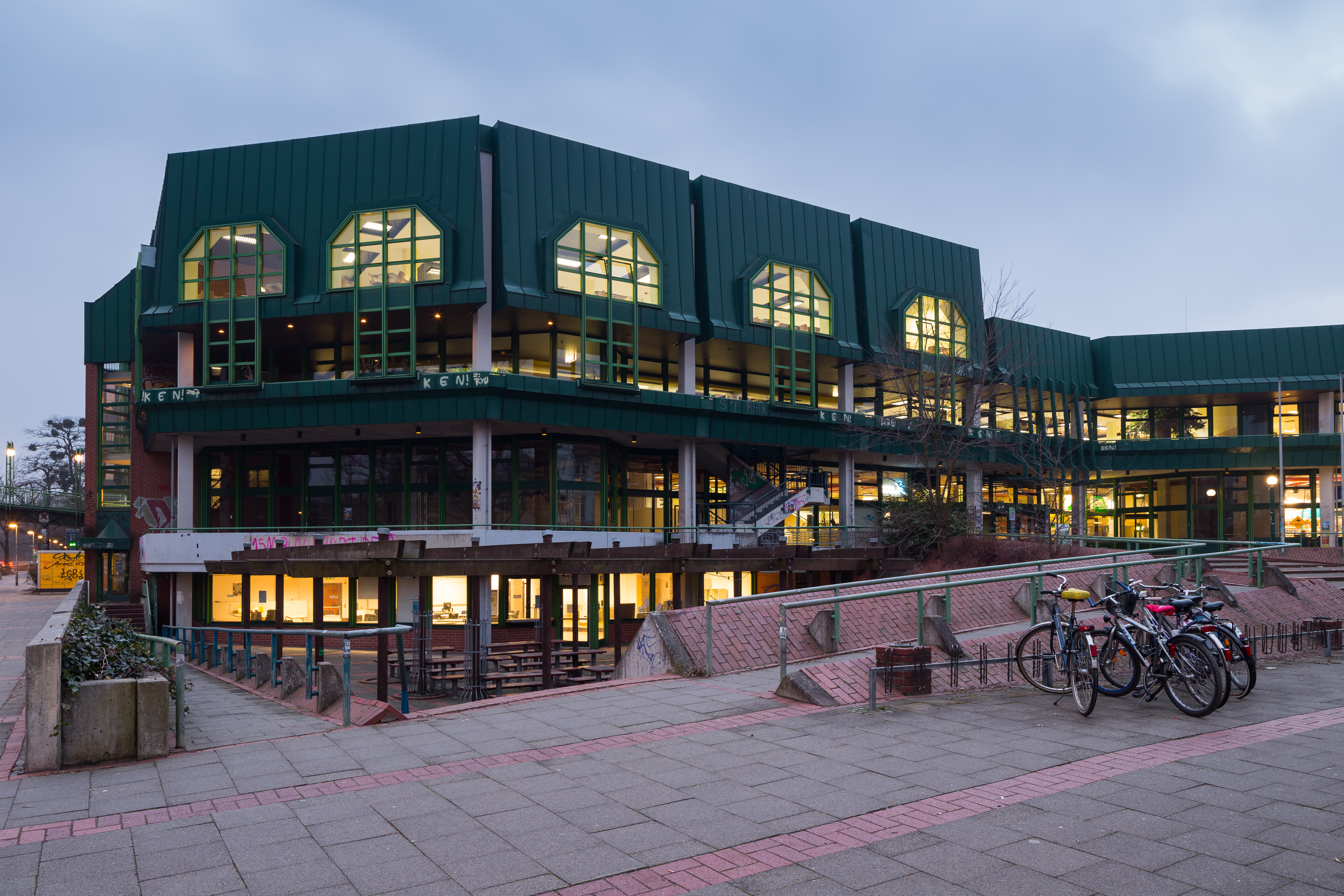
Hauptmensa der Universität am Schneiderberg Ecke Callinstraße
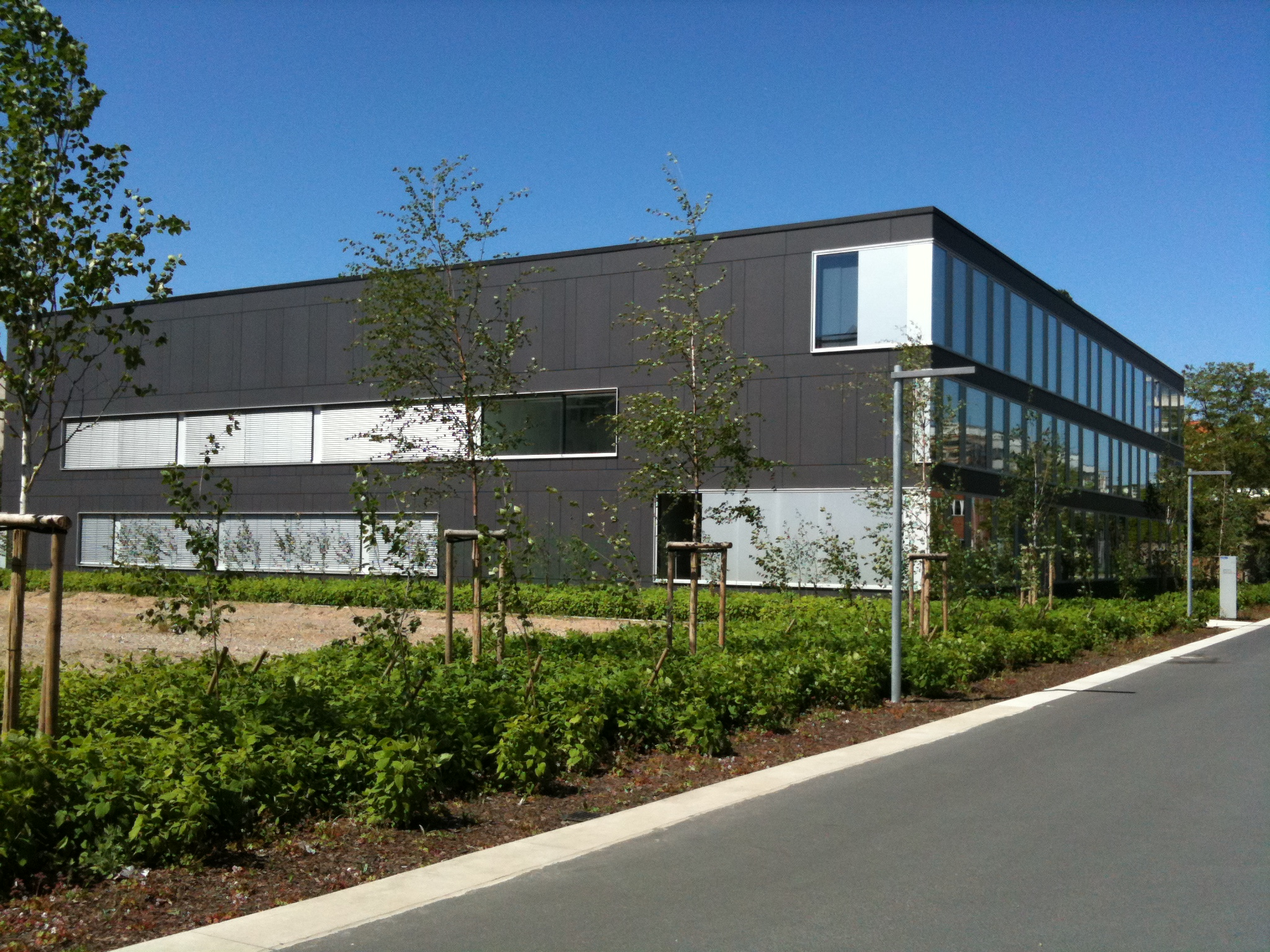
Laboratorium für Nano- und Quantenengineering
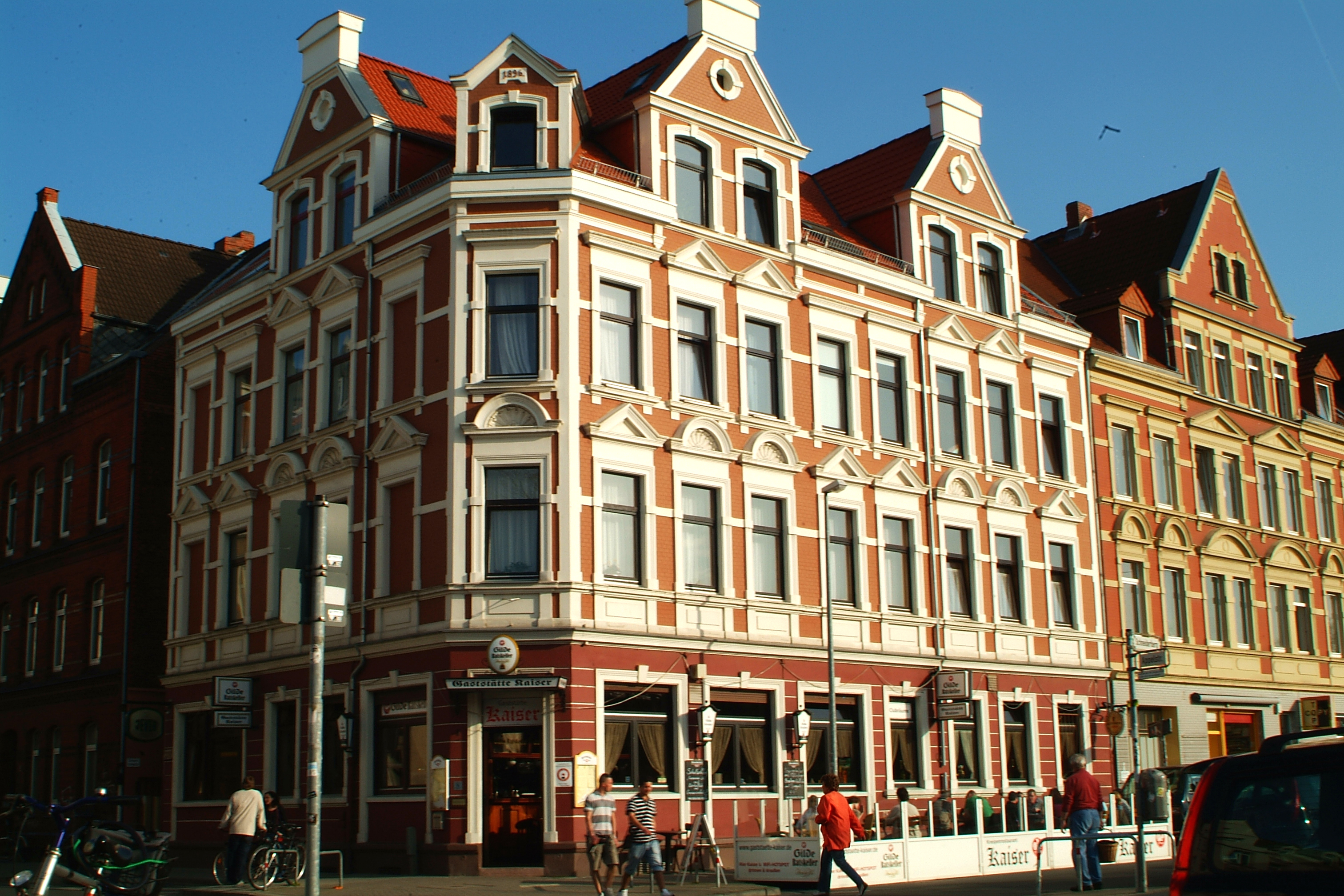
Gaststätte Kaiser im Eckgebäude zur Schaufelder Straße
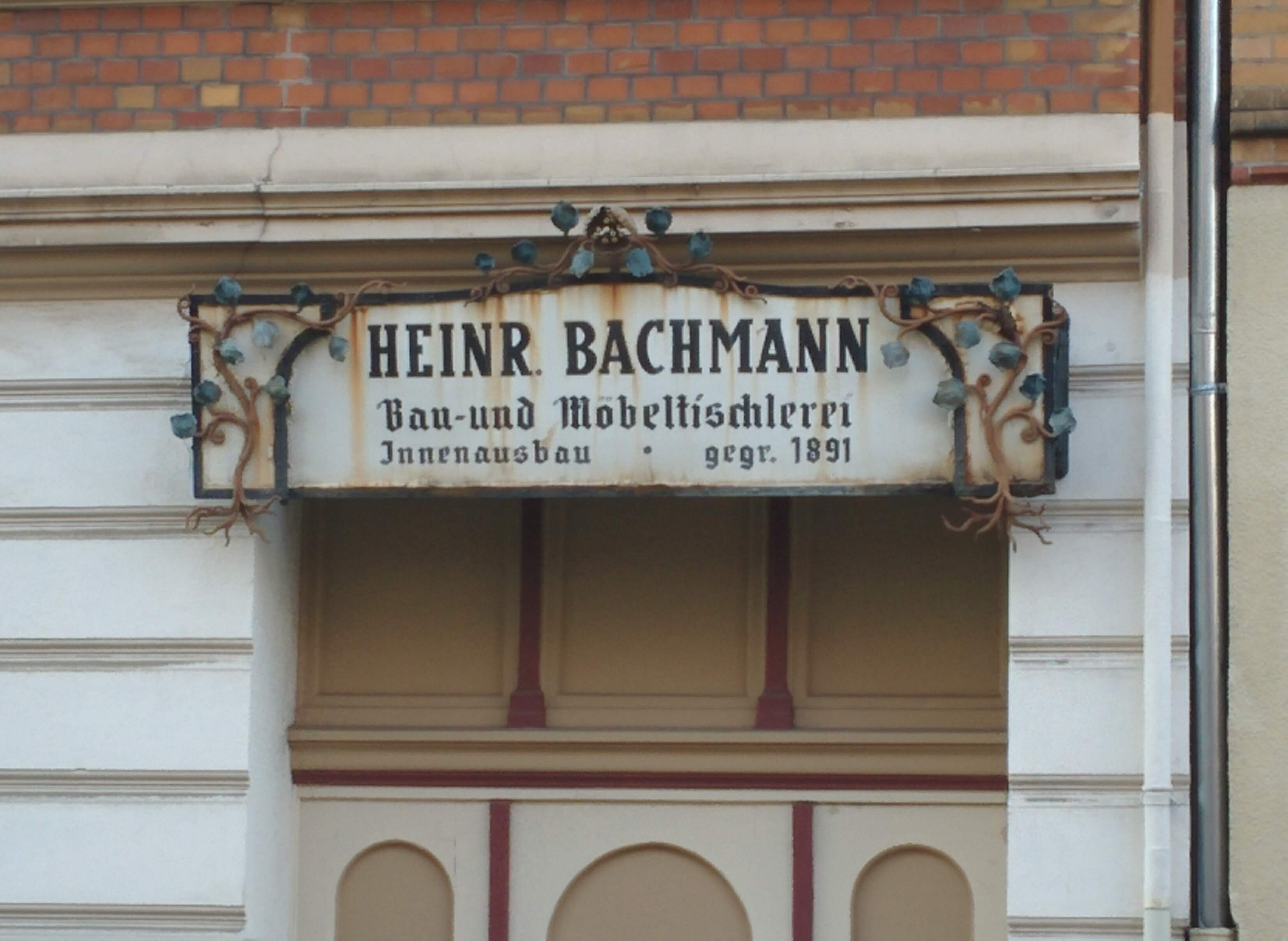
Werbetafel der 1891 gegründeten Bau- und Möbeltischlerei Heinrich Bachmann
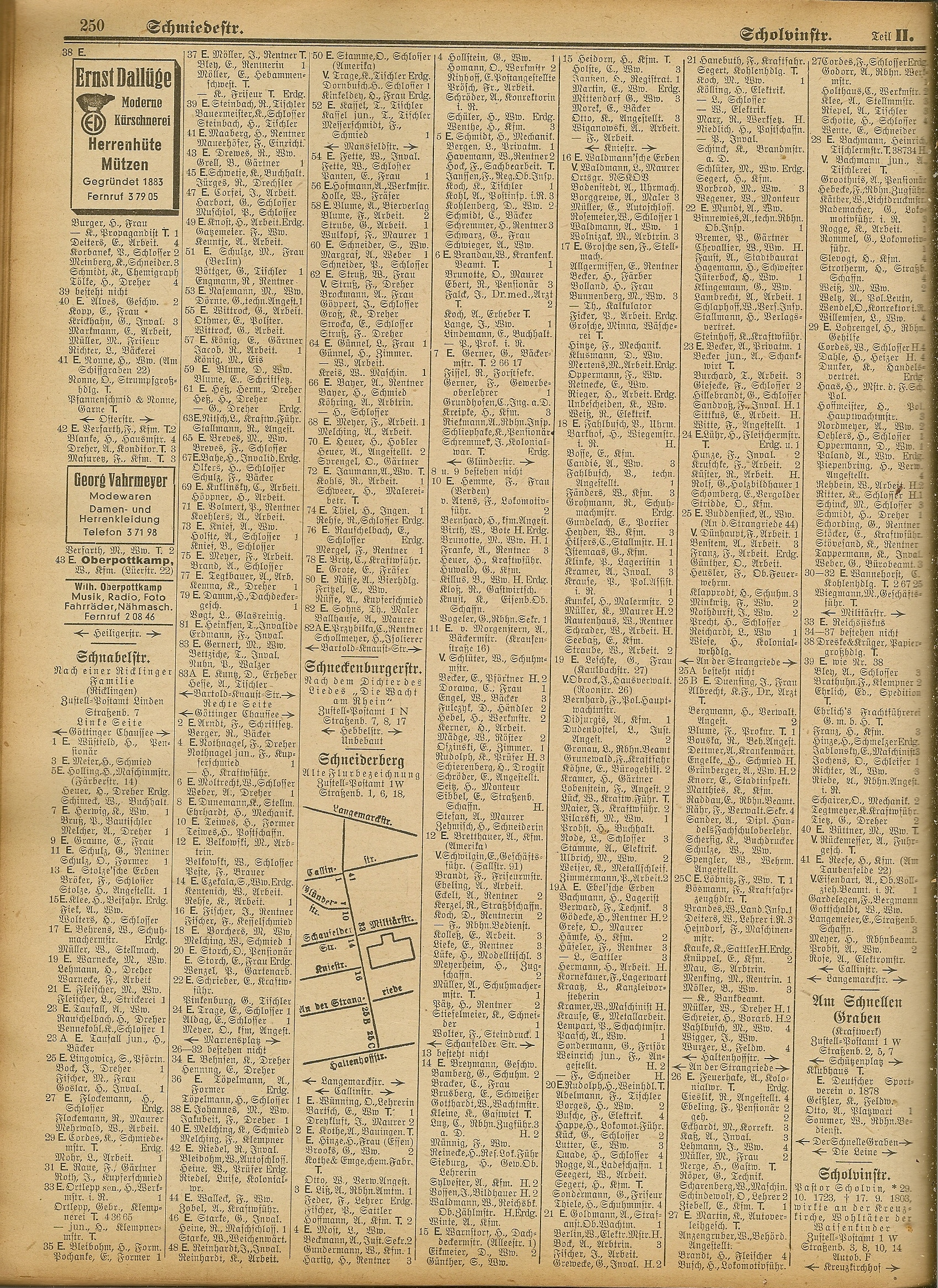
Haushaltsvorstände und Eigentümer in der Straße laut dem Adressbuch der Stadt Hannover von 1942
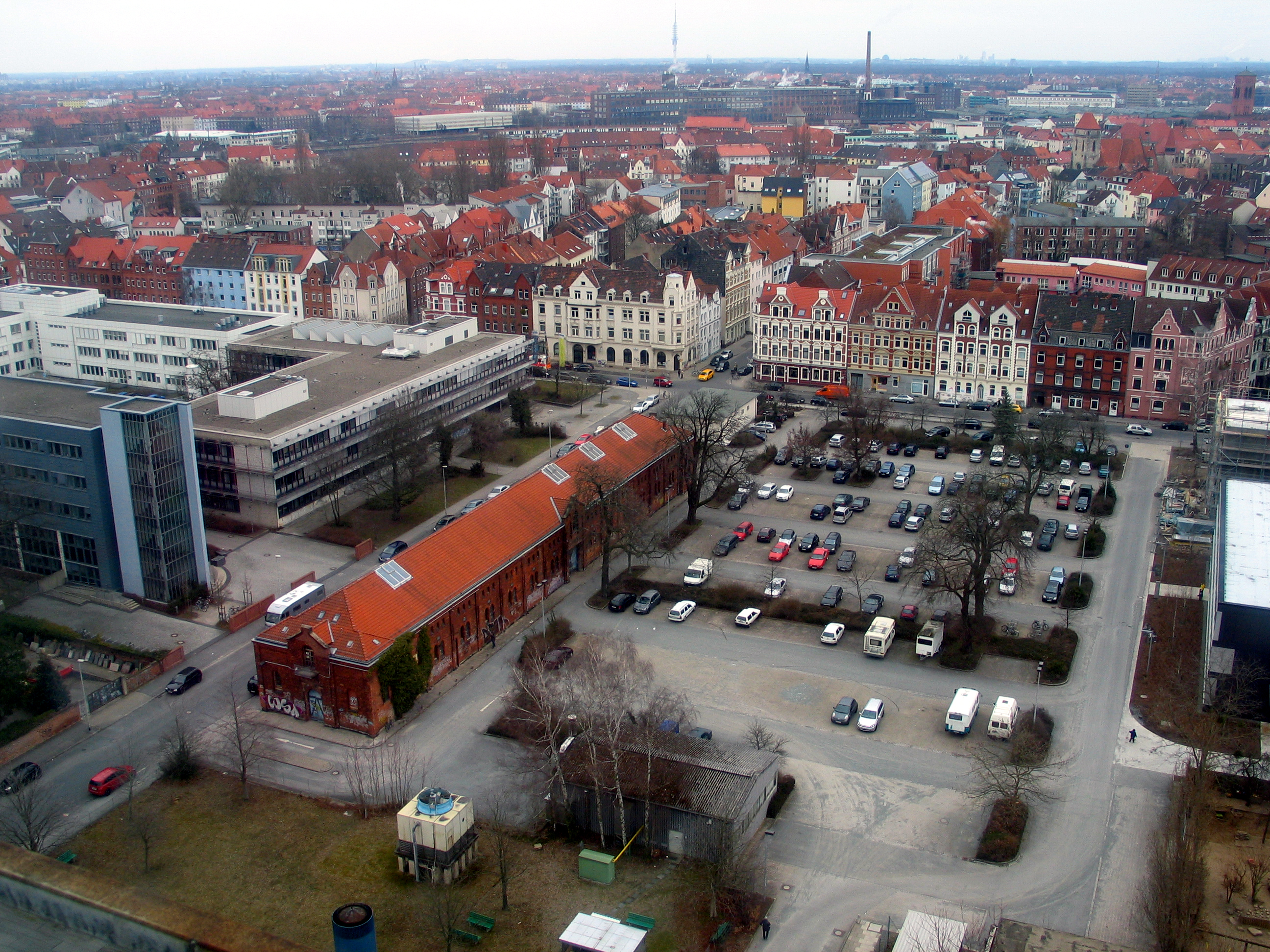
Blick vom Hochhaus Appelstraße der Leibniz Universität auf die quer durch das Bild führende Straße Schneiderberg mit ihren Fassaden der Gründerzeit
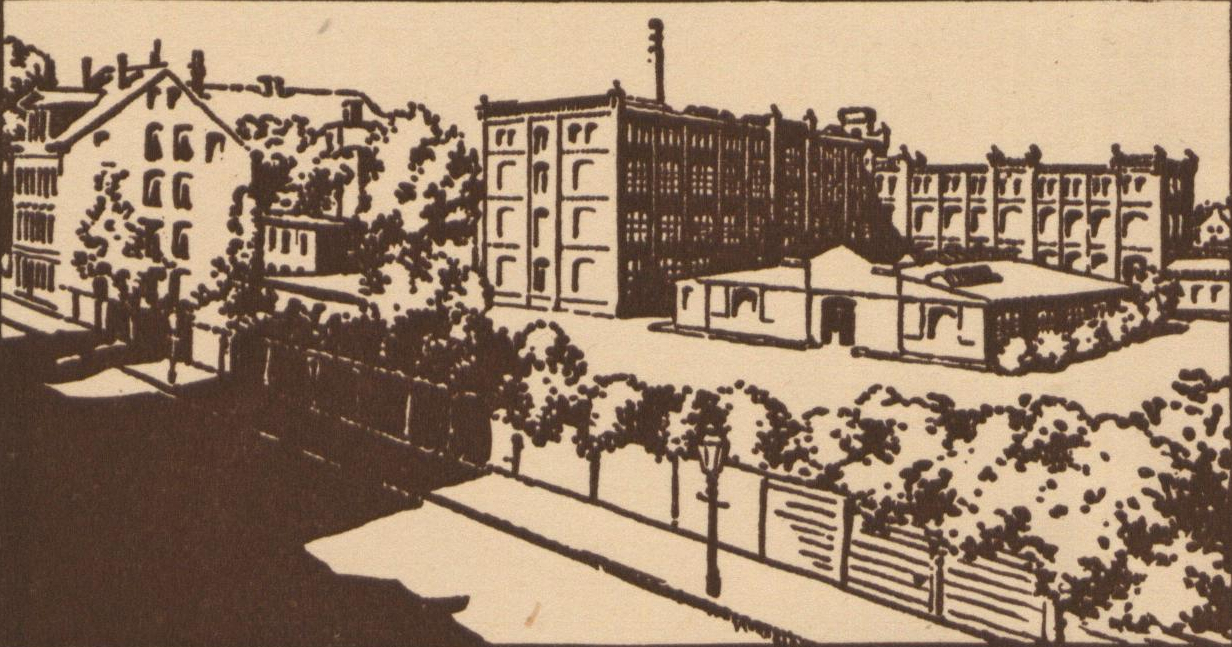
Um 1913: Holzschnitt-artige Skizze des Geländes und der Gebäude des später „arisierten“ Druck- und Verlagshauses A. Molling & Comp. am Schneiderberg